# Lasiommata maerula
Lasiommata maerula — вид денних метеликів з родини сонцевиків (Nymphalidae).

## Поширення
Вид поширений на заході Гімалаїв в індійському Кашмірі та штаті Гімачал-Прадеш.

## Спосіб життя
Метелики літають у квітні.